# Медічинська радіообсерваторія
Медічинська радіообсерваторія (англ. Medicina Radio Observatory) — астрономічна обсерваторія в Італії, розташована  в комуні Медічина за 30 км від Болоньї. Управляється Інститутом радіоастрономії Національного інституту астрофізики.
В обсерваторії містяться:
- Параболічний радіотелескоп діаметром 32 м для спостереження на частотах від 1,4 до 23 ГГц. Він використовується як самостійний інструмент для астрофізичних спостережень (таких як мазерна спектроскопія води та метанолу), експериментів SETI та радіолокаційного моніторингу навколоземних об'єктів. В режимі радіоінтерферометра з наддовгою базою він працює як частина Європейської РНДБ-мережі[1].
- Багатоелементний циліндро-параболічний транзитний радіотелескоп «Північний Хрест» розміром 564 на 640 м (30000 м2) для спостережень на частоті 408 МГц[2].

## Радіотелескоп «Північний Хрест»
Радіотелескоп «Північний Хрест» (італ. Croce del Nord) — один із найбільших транзитних радіотелескопів у світі. Спостереження зосереджені навколо частоти 408 МГц, що відповідає довжини хвилі 73,5 см. Старі приймачі телескопа працювали в діапазоні частот шириною 2,5 МГц, а нові мають ширину смуги пропускання 16 МГц. Телескопом можна керувати лише за схиленням, тобто він може спостерігати лише об'єкти, які мають кульмінацію на місцевому небесному меридіані. Телескоп має Т-подібну форму і складається з двох рукавів:
- Рукав схід-захід — один відбивач 560 м х 35 м (1536 диполів)
- Рукав північ-південь — масив із 64 відбивачів 640 м х 23,5 м (4096 диполів)

Телескоп має поле зору 55,47 градуса (схід-захід) на 1,8 градуса (північ-південь). Роздільна здатність становить приблизно 4–5 кутових мінут у напрямку північ–південь і 4 кутові мінути у напрямку схід–захід. Північний Хрест є найбільшою антеною УВЧ-діапазону в Північній півкулі з ефективністю апертури 60 %, що робить її другою у світі після радіотелескопа Аресібо. Це дозволяє Північному Хресту ідентифікувати та вимірювати дуже слабкі джерела, що робить його особливо корисним для позагалактичних досліджень.
Існують плани модернізації східно-західного рукава телескопа до LOFAR SuperStation завдяки хорошим характеристикам циліндрично-параболічної антени в діапазоні частот 100—700 МГц. Оскільки LOFAR працює в діапазоні 120—240 МГц, а Північний Хрест, оптимізований на 408 МГц, то доведеться замінити деякі з його приймачів на широкосмугові. Ця установка матиме ефективну площу набагато більшу, ніж будь-яка інша віддалена станція LOFAR. Якщо поширити на всю площу 22 000 квадратних метрів східно-західного рукава, то це дасть таку ефективну площу, як 20 стандартних віддалених станцій LOFAR, і тим забезпечить значне підвищення чутливості спостережень.

## Square Kilometre Array pathfinder

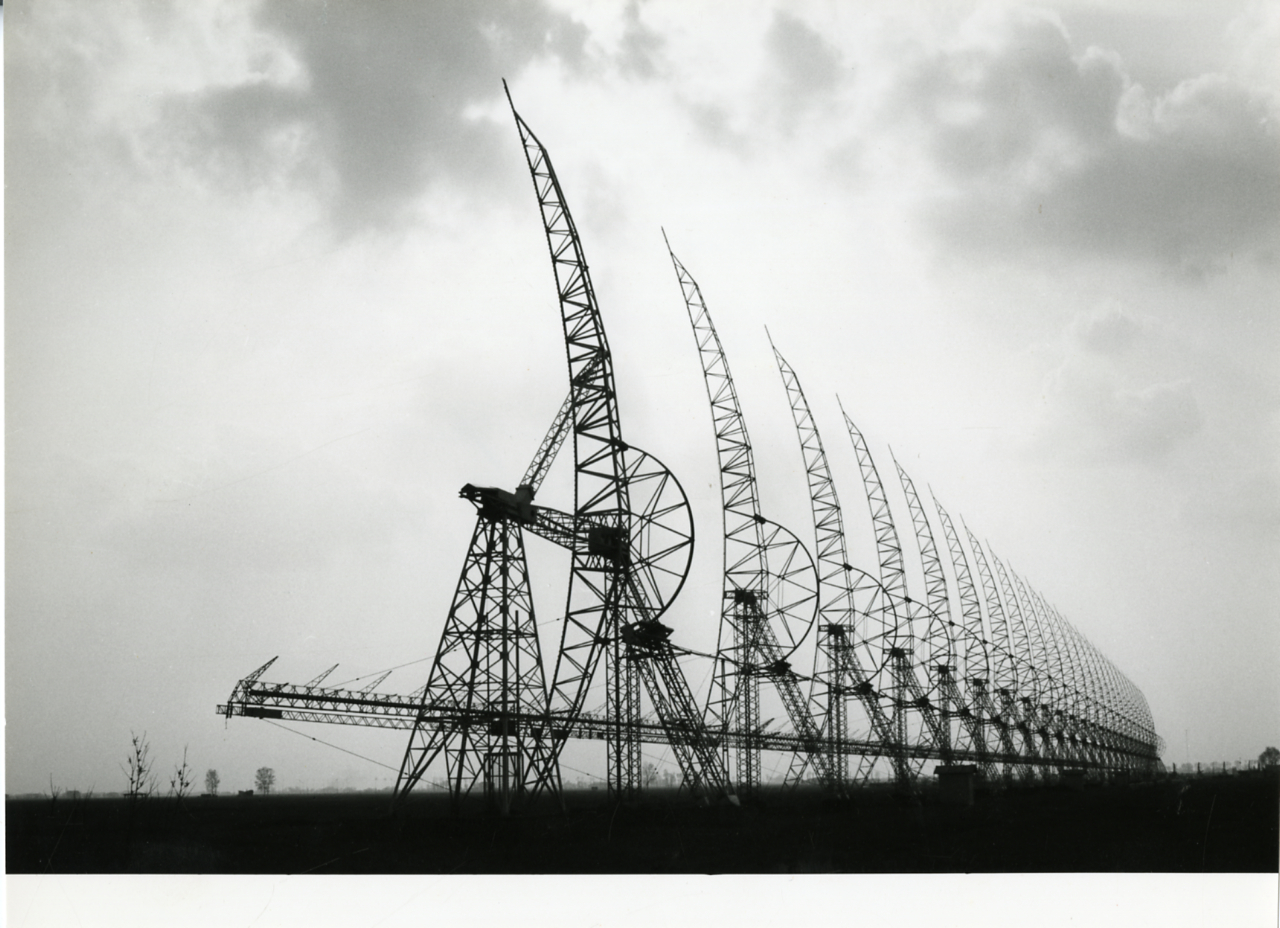
Фото роботи відомого італійського фотографа Паоло Монті

Зараз Північний Хрест використовується як технологічний тест (pathfinder) для Square Kilometre Array (SKA). Робота спрямована на дослідження підсилення та фільтрації сигналів між виходом низькошумового підсилювача та входом аналого-цифрового перетворювача для SKA. Медічинська радіообсерваторія вивчає всі проблеми, пов'язані з антенною решіткою, за допомогою прототипу установки під назвою MAD (англ. Medicina Array Demonstrator, Медічинський демонстратор масиву).
Співробітники обсерваторії також побудували нові приймачі-демонстратори для SKA під назвою BEST (англ. Basic Element for SKA Training, базовий елемент для тренування SKA), що є частиною фінансованої ЄС програми SKADS (англ. SKA Design Studies, дослідження дизайну SKA). Проєкт стартував у 2005 році і завершився у 2009 році. Це передбачало встановлення нових приймачів на деяких рефлекторах північно-південної секції (а пізніше східно-західної секції) телескопа Північний Хрест. Проєкт BEST поділявся на три частини:
- BEST-1 — встановлено 4 нових приймачі на одному відбивачі північно-південного рукава[10].
- BEST-2 — встановлено 32 приймачі на 8 рефлекторах північно-південного рукава[11].
- BEST-3lo орієнтувався на низькі частоти — від 120 до 240 МГц. На частині східно-західного рукава були встановлені оптимізовані для 120—240 МГц логперіодичні антени та 18 приймачів[12].

## Відстеження космічного сміття
Тривають спроби використовувати 32-метрову антену як приймач для радіолокаційного відстеження штучних супутників і космічного сміття на орбіті Землі. Система функціонує як бістатичний радар, де випромінювач, розташований в іншому місці, посилає сигнал, який відбивається від об'єктів на орбіті, а відлуння вловлюється приймачем. 32-метрова антена виконує роль приймача, тоді як зазвичай український радіотелескоп РТ-70 в Євпаторії виконує функцію передавача. Системи можуть або активно відстежувати уламки, щоб точніше визначити їхню орбіту, або використовувати техніку, яка називається паркуванням променя, коли передавальні та приймальні антени залишаються зафіксованими в заданому положенні, а уламки приходять у спостережувану зону та виходять із неї. Вимірювання, отримані за допомогою такої системи, можна використовувати для визначення ефективної площі розсіювання об'єкта, часу появи піку, коефіцієнта поляризації, бістатичного доплерівського зсуву та обертання цілі. В одному з проведених випробувань система «Євпаторія-Медічина» змогла виявити об'єкт із орієнтовним радіолокаційним перерізом 0,0002 м2, який утворився в результаті зіткнення супутників «Іридіум 33» і «Космос-2251». Система також може функціонувати як мультистатичний радар, використовуючи 32-метрові приймачі в Медічині і радіообсерваторії Ното в Італії та Вентспілському міжнародному радіоастрономічному центрі у Латвії.
Радіотелескоп Північний Хрест також був частиною досліджень відстеження космічного сміття, використовуючись як багатопроменевий приймач для бістатичної радіолокаційної системи. Перша випробувана конфігурація — це квазімоностатична радіолокаційна система з передавальною антеною розміром 3 м, розташована в Баньярі-ді-Романья — в 20 км від приймача. Друга конфігурація була імітацією справжньої бістатичної радіолокаційної системи з передавачем діаметром 7 м, розташованим на місці Сардинського радіотелескопа. Система має максимальне поле огляду приблизно 100 квадратних градусів і площу збору приблизно 27400 м2 і здатна видавати до 22880 променів, кожен шириною 4 на 4 кутові хвилини. Відстеження послідовності освітлюваних променів дає змогу відстежувати цілі з вищим рівнем деталізації, ніж з однопроменеві системи. Радіотелескоп Північний Хрест у бістатичній радарній конфігурації також є частиною сегменту програми ЄСА космічного спостереження та відстеження Space Situational Awareness Program.